# 尤尔根·克林斯曼
尤爾根·克林斯曼（德语：Jürgen Klinsmann，1964年7月30日—），生于西德格平根，昵称“金色轰炸机”。已退役的德國足球運動員。曾任德國隊、美国隊及南韓隊主教练。2004年，他位列球王比利評選的125位最出色的在世球星（FIFA 100）中。
克林斯曼司職前鋒，因打法極具侵略性，加上天生一頭金髮，故綽號“金色轟炸機”。曾奪得1990年世界盃冠軍。於2009年4月27日在拜仁慕尼黑任教僅8個月後被辭退。現為加拿大多倫多足球會顧問，曾任德國國家隊及美國國家隊領隊。

## 球會生涯

### 史特加發跡
1981年於當時的德乙球會史特加踢球者展開職業球員生涯。1982年3月27日，克林斯曼獲得首次出場機會。在1983-1984年度球季，克林斯曼替史特加踢球者聯賽上陣35次，射入19球之多。在史特加踢球者渡過了三個球季之後，克林斯曼轉投德甲球會史特加。在史特加的頭四個球季，克林斯曼每季都能射入15球以上，充份展現出他的入球能力。在1987-1988年度球季，克林斯曼以19個聯賽入球成為聯賽神射手，並帶領史特加獲得聯賽第四名，得以參加來屆的歐洲足協盃，同年更獲選為德國足球先生。1988-1989年度球季，克林斯曼帶領史特加打入歐洲足協盃的決賽，卻敗於由马拉多纳率領的拿坡里，僅得亞軍。

### 德國三駕馬車
1989年，克林斯曼轉投国际米兰，和马特乌斯、布雷默兩人組成德國三驾马车。在國際米蘭的頭兩個球季，克林斯曼尚算成功，分別射入13和14球，雖然連續兩年未能取得聯賽冠軍，但於1991年贏得歐洲足協盃的冠軍。1991-1992年球季，克林斯曼狀態低沉，在聯賽只能射入七球，加上國際米蘭進行球員大清洗，於是克林斯曼轉投由温格（前英超球會阿森纳教練）帶領的法甲球會摩納哥。克林斯曼在摩納哥和另一天才中場球員史斯富合拍得如魚得水，在他的供應下，克林斯曼重拾以往的射門觸覺。

### 英超之旅和聯賽冠軍
1994年，克林斯曼轉投英格蘭的热刺，並於當屆射入20球，帶領熱刺打入足總盃四強。同年，克林斯曼榮獲英格蘭足球先生以及在世界足球先生選舉中得第三名。
1995年，克林斯曼為了爭取人生第一個聯賽錦標，決定返回德國效力班霸拜仁慕尼黑。可惜第一年他們敗給了當時得令的多蒙特，幸好他在歐洲足協盃射入15球，協助球隊奪冠。1996-1997年，克林斯曼終於得到了人生第一個聯賽冠軍，但因為和隊長馬圖斯不合拍，於是轉投意大利球隊桑普多利亚。在森多利亞的半季，克林斯曼完全失去了入球的觸角，只射入少得可憐的兩球，克林斯曼為求在世界盃前打出狀態，於是決定回巢到當時水深火熱的熱刺。克林斯曼的到來，幫助熱刺成功護級，其中對溫布頓的生死一戰中，克林斯曼連入四球。季後，克林斯曼正式掛靴。

## 國家隊生涯
克林斯曼於1987年12月12日首次替國家隊上陣，對手是巴西，此後，克林斯曼一直是國家隊主力前鋒。1988年4月27日，克林斯曼在對瑞士射入國家隊生涯的第一球。同年，克林斯曼代表西德參與歐洲國家盃，並射入1球，帶領球隊進級四強，最終德國不敵冠軍荷蘭。之後，克林斯曼代表奧運隊出戰奧運，可惜再一次在四強戰中落敗，不敵巴西，而克林斯曼更在互射十二碼階段射失，最終西德隊只獲得銅牌。

### 世界冠軍和歐洲亞軍
1990年世界盃，德國以強陣參戰，由於世界盃在意大利舉行，令當時效力國際米蘭的克林斯曼得到很多球迷的支持。最終克林斯曼射入3球，協助德國勇奪冠軍，其中德國對荷蘭的世紀賽事更被喻為克林斯曼國家隊生涯的其中一場代表作。
1992年歐洲國家盃，克林斯曼以低迷的狀態參戰，如非老將沃勒尔受傷，克林斯曼沒有打正選的機會，不過，即使克林斯曼失去了射門的觸覺，他依然靠着出色的二傳和走位，造就隊友里德爾射入4球，成為該項賽事的神射手。可惜德國最終於決賽敗給神奇球隊丹麥，未能稱霸歐洲。而決賽中，丹麥門將舒梅切尔神奇地救出了克林斯曼的一個必入的俯冲頭鎚，令德國以0-2落敗。

### 歐洲冠軍
1994年世界盃，克林斯曼以最佳狀態參戰，並於大賽中射入五球，其中對南韓的一次轉身抽射更加成為該賽事中的其中一個金球。不過，由於德國的球員未能習慣美國的炎熱天氣，加上輕敵的緣故，最終於八強不敵保加利亞而出局，並宣告衞冕失敗。
1996年歐洲國家盃，克林斯曼同樣以極佳的狀態參戰，而他更因為他效力托特纳姆热刺队之故受到無數球迷支持，由於在首場賽事需要停賽，克林斯曼在第二場對俄羅斯的賽事首披戰衣，更射入兩球。八強對克羅地亞的賽事，克林斯曼射入一球，可惜卻因受傷而離場，更因而缺席四強賽事。而決賽前，克林斯曼依然要一拐一拐地走路，不過憑著驚人的鬥志，最終他負傷上陣，帶領球隊於加時賽中擊敗捷克，勇奪冠軍。

### 最後的世界盃
1998年世界盃之前，克林斯曼經歷了長達一年的國家隊入球荒，幸好在決賽週前重拾佳態，並於世界盃賽事中射入三球，可惜在八強慘敗於克羅地亞腳下0-3，克林斯曼的國家隊生涯亦劃上句號。

## 領隊生涯

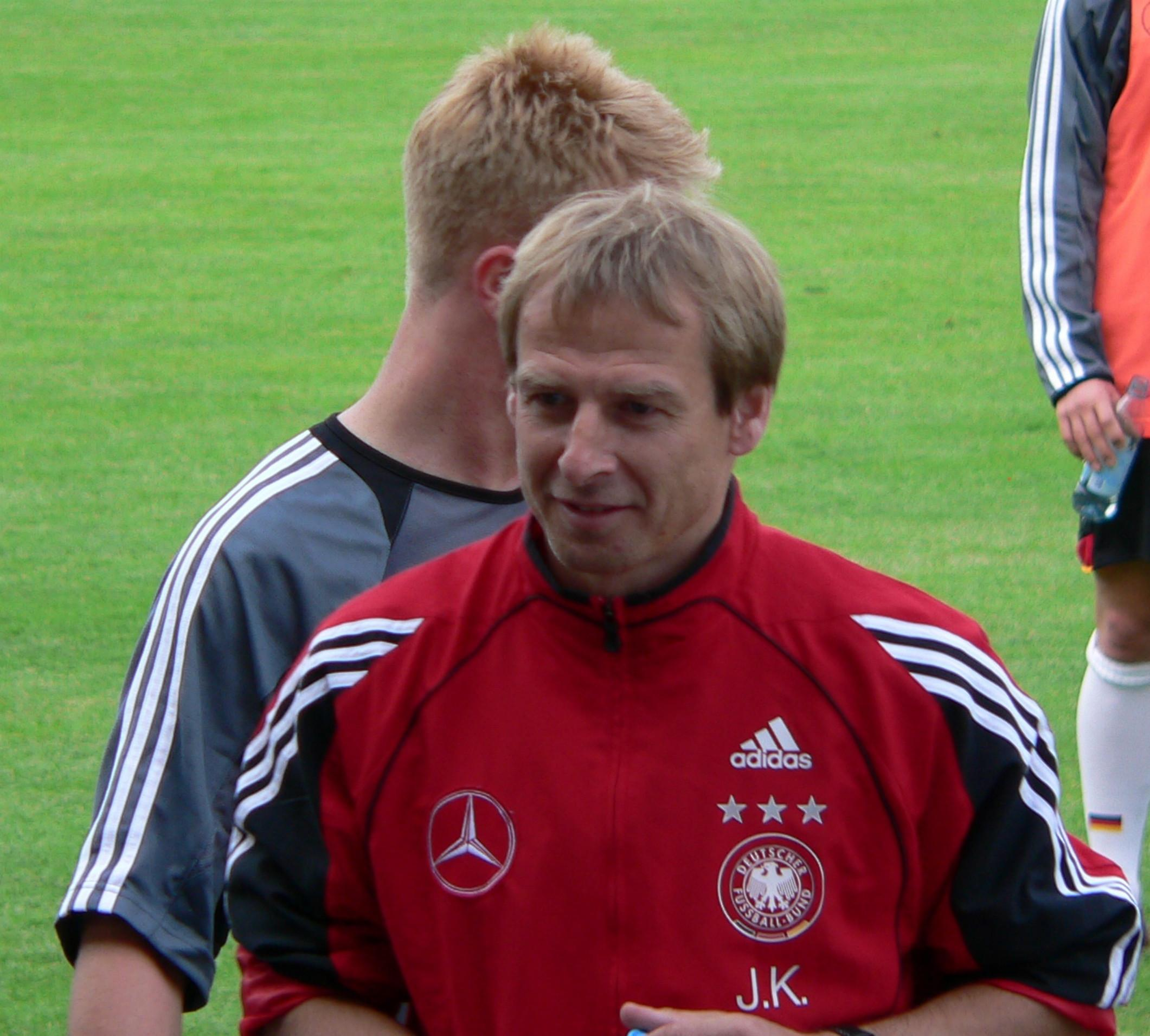
2005年執教德國國家隊的克林斯曼。

退役後，克林斯曼舉家在美國加州生活，並為大聯盟球隊洛杉磯銀河擔任市場策劃工作，並未執教任何球隊。
2004年7月26日，克林斯曼接替禾拉出任德國國家足球隊領隊。此決定頗受球迷及評論家質疑，因為在當時，克林斯曼並沒有執教任何球隊的經驗。克林斯曼在上任後，隨即大幅更換助教團，大量徵召年輕球員進入國家隊，同時淘汰了許多功勛卓著的老將。克林斯曼在戰術上的安排十分大膽，例如在後防線大量使用默特萨克和拉姆等新秀，又將德國傳統的整體控制型足球改為兩翼突擊的主攻策略，大力提倡“攻擊足球”（Attacking football），給許多球迷留下了深刻的印象。結果在2005年洲際國家盃中德國雖勇奪季軍，但其中以4比3分別險勝澳洲和墨西哥的比賽都十分驚險，又以2-3敗給巴西，球隊5場入15球失11球，入球和失球之多均令人驚訝。在其後的2006年一場熱身賽中以1-4負於意大利，使克林斯曼的戰術又受到了懷疑。
除此之外，克林斯曼的用人作風亦十分獨特，例如在門將人選上遲遲不確定主力人選，讓莱曼和卡恩採取輪流上陣的制度。此外，克林斯曼也採取鐵腕治軍的策略，如利華古遜後防老將沃恩斯便因為批抨其戰術而被逐出國家隊。其間，克林斯曼又提出要引進曲棍球技術來訓練球員，被德國足總多名領導人物如贝肯鲍尔譏諷為大笑話。所以克林斯曼與德國足總高層的關係並不好，碧根鮑華更聲言倘克林斯曼不能帶領國家隊打入四強，便必須辭職。
然而，克林斯曼大力提拔年輕人的策略取得了成功，德國隊的平均年齡大大下降，遠低於擁有卡福、罗伯托·卡洛斯的巴西和擁有马克莱莱、齐达内的法國等隊。2006年德國世界盃上，克林斯曼帶領賽前並不被看好的德國隊一路過關斬將，擊敗瑞典（註：上次擊敗瑞典的時間為1992上半年）、阿根廷（上次為1990下半年）等強隊，僅於四強戰中負於意大利，奪得大賽季軍。然而，他最後決定與意大利冠軍教練里皮一同離任，結束了兩年的國家隊執教生涯。
世界盃後，克林斯曼受到了多家大球會和歐美其他國家隊的邀請，請他出任主帥，包括車路士、英格蘭、美國國家隊及熱刺等。然而，2007年12月11日，德甲班霸拜仁慕尼黑宣布，克林斯曼將在2007-08球季結束後接替離任的希斯菲尔德出任教練一職。克林斯曼上任後拜仁表現反覆，從未能上聯賽榜首，更先後在德國盃及歐聯出局，其中在歐聯八強被巴塞隆拿技術性擊倒後，克林斯曼的帥位已岌岌可危；2009年4月26日在主場0-1負於沙爾克04後，忍無可忍的拜仁董事會在聯賽尚餘5輪，於4月27日辭退克林斯曼。2010年最後一季，克林斯曼獲委任為加拿大多倫多足球會顧問一職。 2011年7月29日，移民美國的他接受美國足總任命，接替被辭退的巴特利成為美國國家隊領隊。克林斯曼於2016年11月，因成績不佳，被美國足總辭退，由艾雲拿接任。
2023年2月27日，克林斯曼被宣佈為韓國國家男子足球隊主教練，接替保羅·本托。
克林斯曼帶隊出戰2023年亞洲盃，韓國在小組賽只取得一勝兩和的成績，僅以小組次名出線十六強賽。十六強賽韓國在補時階段追平沙地阿拉伯1-1，在加時再無紀錄後，在互射十二碼淘汰對手晉級半準決賽面對澳洲，再次在補時階段追平對手，接著在加時反勝2-1晉級四強，但最後在準決賽以0-2不敵約旦出局。
2024年2月16日，南韓足總宣布辭退克林斯曼。

### 領隊生涯數據統計
最近更新：2013年9月6日

| 球隊       | 從   | 至   | 类型       | 統計 | 統計 | 統計 | 統計 | 統計   |
| 場次       | 勝   | 和   | 負         | 勝率 |      |      |      |        |
| ---------- | ---- | ---- | ---------- | ---- | ---- | ---- | ---- | ------ |
| 德國       | 2004 | 2006 |            |      |      |      |      |        |
| 德國       | 2004 | 2006 | 熱身賽     | 22   | 12   | 6    | 4    | 54.55% |
| 德國       | 2004 | 2006 | 正式比賽   | 12   | 8    | 2    | 2    | 57.14% |
| 德國       | 2004 | 2006 | 總計       | 34   | 20   | 8    | 6    | 55.55% |
| 拜仁慕尼黑 | 2008 | 2009 |            |      |      |      |      |        |
| 拜仁慕尼黑 | 2008 | 2009 | 德甲       | 29   | 16   | 6    | 7    | 55.17% |
| 拜仁慕尼黑 | 2008 | 2009 | 德國足協盃 | 4    | 3    | 0    | 1    | 75.00% |
| 拜仁慕尼黑 | 2008 | 2009 | 歐洲賽事   | 10   | 6    | 3    | 1    | 60.00% |
| 拜仁慕尼黑 | 2008 | 2009 | 總計       | 43   | 25   | 9    | 9    | 58.14% |
| 美國       | 2011 | 現在 |            |      |      |      |      |        |
| 美國       | 2011 | 現在 | 熱身賽     | 0    | 0    | 0    | 0    | 0%     |
| 美國       | 2011 | 現在 | 正式比賽   | 0    | 0    | 0    | 0    | 0%     |
| 美國       | 2011 | 現在 | 總計       | 38   | 24   | 6    | 8    | 63.16% |
| 生涯       | 生涯 | 生涯 | 總計       | 115  | 69   | 23   | 23   | 60.00% |

## 軼聞
在國家隊射入47球的克林斯曼，卻從未在正式的國家隊比賽中表演帽子戲法。
克林斯曼在1994年效力熱刺時被敵對球迷譏諷其“詐傷”、“插水”的行為，於是其隊友舒寧咸便提議當克林斯曼入球之後，全隊以“插水”動作作為慶祝。

## 個人生活

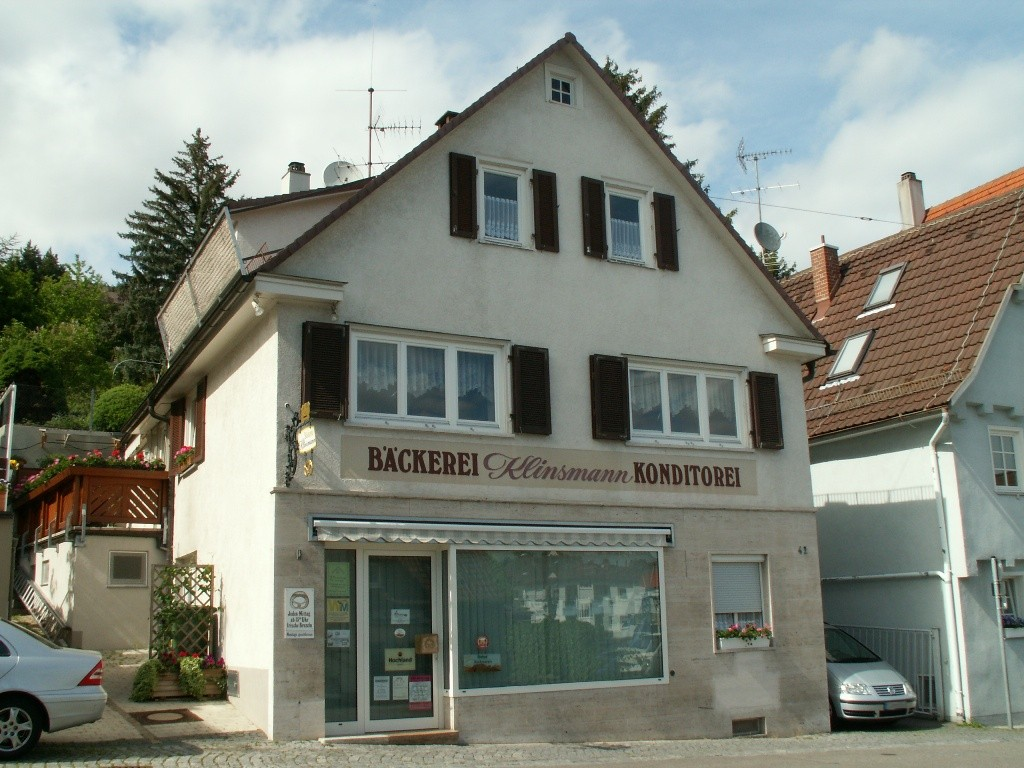
克林斯曼家人的麵包店

克林斯曼的家庭在史特加Botnang區經營麵包店，店名為“Klinsmann”，是由他的父母創立的，之後由克林斯曼的哥哥Horst Klinsmann接手，直到2020年才停止營業。在2014世界盃時，店門前同時掛上了德國和美國的兩面國旗（克林斯曼這時是美國隊的總教練），最後兩隊雖然被分到同一個小組，但得以一同晉級十六強；隨後德國於四強賽大勝巴西後，這家麵包店還特製了一份灑滿黑紅黃三色（德國國旗的顏色）糖粒並寫上「7：1」字樣的麵包慶祝。因此克林斯曼有時會深情地談到自己是一位“來自Botnang的麵包師之子”（baker's son from Botnang）。事實上克林斯曼本身也是一位合格的麵包師學徒。
克林斯曼與华裔美国人模特兒Debbie Chin結婚，婚後定居在美國加州Huntington Beach，最近的報道則說搬至Newport Beach10。夫婦一共有兩個小孩，（Jonathan，1997年出生）及Laila（2001年出生）。其中兒子喬納森亦為職業足球員，司職守門員。